# Malmö Stadion
Il Malmö Stadion è uno stadio polifunzionale della città di Malmö, in Svezia.
È utilizzato principalmente per gli incontri di calcio ed ha ospitato le partite casalinghe del Malmö dal 1958 al 2009, anno in cui fu inaugurato lo Swedbank Stadion. Costruito in occasione dei mondiali di calcio del 1958, può ospitare un massimo di 26.500 spettatori. È stato inoltre utilizzato durante gli europei di calcio del 1992 giocati in Svezia.

## Incontri Internazionali

### Europeo 1992
- Danimarca 0-0  Inghilterra - (gruppo A, 10 giugno);
- Francia 0-0  Inghilterra - (gruppo A, 14 giugno);
- Francia 1-2  Danimarca - (gruppo A, 17 giugno).